# Bawenné
Bawenné, également orthographié Bawéné ou Bawene, est localité située dans le département de Dablo de la province du Sanmatenga dans la région Centre-Nord au Burkina Faso. 

## Histoire
Depuis 2015, le nord de la province est soumis à des attaques djihadistes terroristes récurrentes entrainant des conflits entre les communautés Peulh et Mossi et des déplacements internes massifs de populations vers les camps du sud de la province à Barsalogho et Kaya. Les 20 et 21 juillet 2019, une série d'attaques ont lieu à Bawenné et dans le village voisin de Doffi – à la suite de l'attaque de l'église catholique de Dablo le 12 mai 2019 –, faisant des dégâts matériels importants et huit morts à Bawenné même ainsi que des déplacés internes supplémentaires.

## Éducation et santé
Le centre de soins le plus proche de Bawenné est le centre de santé et de promotion sociale (CSPS) de Dablo tandis que le centre médical avec antenne chirurgicale (CMA) de la province se trouve à Barsalogho et que le centre hospitalier régional (CHR) est à Kaya. 
Bawenné possède une école primaire publique ainsi qu'un collège d'enseignement général (CEG).